# Пака (Чаглин)
Пака је насељено место у општини Чаглин, у Славонији, Република Хрватска.

## Историја
Пака је 1885. године била место у Пакрачком изборном срезу за српски црквено-народни сабор у Карловцима. Тада у Паки живи 628 православних душа.
У децембру 1934. разбојници су убили сеоског свештеника Спиридона Спасића, његову газдарицу и њено унуче.
До нове територијалне организације место је припадало бившој великој општини Славонска Пожега.

## Становништво
Насеље је према попису становништва из 2011. године имало 33 становника.
| Националност       | 1991.       |
| Хрвати             | 65 (67,70%) |
| Срби               | 28 (29,16%) |
| Југословени        | 3 (3,12%)   |
| остали и непознато | 0           |
| Укупно             | 96          |